# Jerne Sogn
Jerne Sogn er et sogn i Skads Provsti (Ribe Stift).
I 1800-tallet var Skads Sogn anneks til Jerne Sogn. Begge sogne hørte til Skast Herred i Ribe Amt. De dannede i 1842 Jerne-Skads sognekommune. Esbjerg blev i 1894 udskilt fra den som sognekommune, og i 1899 blev Esbjerg købstad. I 1914 blev Jerne og Skads adskilt som selvstændige sognekommuner. Jerne blev i 1945 indlemmet i Esbjerg købstad, som ved kommunalreformen i 1970 blev kernen i Esbjerg Kommune.
I Jerne Sogn ligger Jerne Kirke.

## Udskillelser
Efterhånden som Esbjerg voksede blev der fra Jerne Sogn udskilt nye sogne med nye kirker.
Vor Frelsers Kirke blev indviet i 1887, og Vor Frelsers Sogn blev udskilt fra Jerne Sogn i 1891. Zions Sogn blev udskilt fra Vor Frelsers Sogn i 1914. Treenigheds Sogn blev udskilt fra Zions Sogn i 1961. Grundtvigs Sogn blev udskilt fra Jerne Sogn og Vor Frelsers Sogn i 1968. Kvaglund Sogn blev udskilt fra Jerne Sogn i 1977.

## Stednavne
I Jerne Sogn findes følgende autoriserede stednavne:
- Boldesager (bebyggelse, ejerlav)
- Dyrhøj (areal)
- Gammelby (bebyggelse, ejerlav)
- Jerne (bebyggelse, ejerlav)
- Måde (bebyggelse, ejerlav)
- Novrup (bebyggelse, ejerlav)
- Skibhøj (areal)
- Uglvig (bebyggelse, ejerlav)
- Veldbæk (bebyggelse, ejerlav)
- Veldtofte (bebyggelse)

## Historie
Sognet har været meget plaget af stormfloder, da mange af sognets enge og marker lå nær havet. I 1630'erne kom de tre største oversvømmelser kort tid efter hinanden. Enge og korn blev ødelagt, så beboerne i Jerne Sogn, Sneum Sogn, Tjæreborg Sogn, Darum Sogn, Vilslev Sogn, Farup Sogn og Vester Vedsted Sogn ansøgte kongen om lettelse i afgifterne, hvilket også blev bevilget..